# 顺河彝族乡
顺河彝族乡，是中华人民共和国四川省雅安市汉源县下辖的一个乡镇级行政单位。

## 行政区划
顺河彝族乡下辖以下地区：
板羊村、大岩村、洛耳村、南山村、纳尔村和觉托村。